# Западна Вирджиния
Западна Вирджиния е щат в САЩ. Неговият пощенски код е WV, а столицата е Чарлстън.
Щатът е с население от 1 793 716 души (1 април 2020). Общата площ на Западна Вирджиния е 62 755 km², от които 62 361 km² суша и 394 km² (0,6%) вода.

## История
До пристигането на заселниците от Европа, територията на Западна Вирджиния е населена от индиански племена. Първите заселници се настаняват в района в началото на XVIII век, след като няколко експедиции изследват западните планински части на Вирджиния (Апалачите). Жителите на първите селища се сблъскват с редица неблагоприятни фактори, като труднодостъпния планински терен, съпротивата на коренните жители, военния конфликт между англичани и французи в долината на река Охайо и спорната собственост на земята. Френската и индианска война урежда британските и френските претенция за района. През 1763 г. французите отстъпват на британците всички земи на запад от Апалачите до река Мисисипи, но британската кралска декларация от същата година определя гранична линия за създаване на индиански резервати и забранява колониалната експанзия на запад.
Въпреки тези препятствия броят на новите селища на запад расте. В същото време недоволството от правителството става повсеместно. През 1769 г. е предложено създаването на 14-а колония, която да носи името Вандалия, а няколко години по-късно жителите на земите западно от Вирджиния и Пенсилвания, се преместват в района с искане да създадат 14-и щат, Вестилвания. Пограничните жители, основно съставени от германци, шотландски и ирландски протестанти, се различавали от аристократичните заселници в източната част на Вирджиния. Планинският релеф и суровият климат правят робството икономически необосновано в региона, а законодателната и данъчната политика облагодетелстват източната част на щата. Поради географските характеристики, районът е икономически ориентиран повече към долината на река Охайо, отколкото останалата част на Вирджиния. Тези различия, както и пренебрегването на региона от правителството на Вирджиния, пораждат желание в мнозинството от населението на запад от Апалачите да се отдели в отделен щат със собствено правителство.
Западна Вирджиния е създадена като отделен щат по време на Американската гражданска война с отделяне на територията ѝ от Вирджиния. Жителите в окръзите на Северозападна Вирджиния не желаят да се отделят от Съюза, за разлика от плантаторите на юг и крайбрежието, които се придържат към Конфедеративните щати. Западна Вирджиния се отделя от Вирджиния на конгреса в Уийлинг, проведен в едноименния град, и е приета в Съюза през 1863 г. Съществуването на щата е потвърдено с решение на Върховния съд през 1870 г.
В последните десетилетия на XIX век, щатът преживява бурно индустриално развитие, свързано с разработването на находища на минерали и изграждането на железници. Водещият сектор в икономиката е минната индустрия. Най-интензивните периоди в развитието на въгледобивната промишленост настъпват в периода 1910 – 1970 г. (Западна Вирджиния е първата в страната по добив на въглища). В началото на XX век щатът многократно е обхванат от бунтове във връзка с борбата на миньорите за техните права.

## География
Разположена в планинската верига на Апалачи, Западна Вирджиния обхваща площ от 62 754,8 квадратни километра, от които 393,8 квадратни километра вода, което я прави 41-вият по големина щат в САЩ. Западна Вирджиния граничи с Пенсилвания и Мериленд на североизток, Вирджиния на югоизток, Охайо на северозапад и Кентъки на югозапад. Най-дългата му граница е с Вирджиния – 613 км, следвана от Охайо – 391, Мериленд – 280, Пенсилвания – 190 и Кентъки – 127.
Западна Вирджиния е разположена изцяло в региона на Апалачи, а щатът е почти изцяло планински. Надморската височина е по-ниска в близост до реките Охайо и Шенъндоа. Около 75% от щата е разположен върху платата Къмбърланд и Алегхени. Въпреки че релефът не е високо-планински, в повечето райони той е силно хълмист. Средната надморска височина на Западна Вирджиния е приблизително 460 метра. Най-високият връх е Спрус Ноб (Spruce Knob)(1482 m), разположен в западната част на щата.
По-голямата част от щата се отводнява чрез река Охайо в Мисисипи и оттам в Мексиканския залив. Само крайните източни райони се отводняват чрез река Потомак в залива Чесапийк.
Климатът на Западна Вирджиния обикновено е влажен субтропичен климат (Климатична класификация на Кьопен Cfa, с изключение на Dfb на по-високите възвишения) с топло до горещо, влажно лято и мразовити зими, които става по-сурови с нарастване на надморската височина. Някои южни райони на високопланинския регион също имат планински умерен климат (Köppen Cfb), където зимните температури са по-умерени, а летните – малко по-студени.
Средните януарски температури варират от около -4 °C в близост до река Чийт Ривър до 5 °C по участъците от границата с Кентъки. Средните стойности за юли варират от 19 °C по поречието на река Потомак до 24 °C в западната част на щата. В планината е по-хладно, отколкото в ниските части на щата. Най-високата регистрирана температура в щата е 44 °C в Мартинсбург на 10 юли 1936 г., а най-ниската – -38 °C в Люисбург на 30 декември 1917 г.

## Население
Западна Вирджиния има 1 805 832 жители според оценка от 2018 г., от които 93,5% са бели, 3,6% афроамериканци, 0,8% азиатци, 0,3% индианци и 1,7% латиноамериканци. Само 1,6% от населението на щата е родено извън САЩ. Щатът има един от най-ниските дялове от жителите (2,5%) в САЩ, които у дома говорят език, различен от английски. 5,3% от населението на Западна Вирджиния е под 5 години, 20,2% под 18 и 19,9% са на 65 или повече години. Делът на жените, като част от общото население е 50,5%.

## Градове
- Блуфийлд
- Уийлинг
- Чарлстън

## Окръзи
Западна Вирджиния е разделена на 55 окръга:
1. Барбър
2. Бракстън
3. Брук
4. Бун
5. Бъркли
6. Гилмър
7. Грант
8. Грийнбрайър
9. Джаксън
10. Джеферсън
11. Додридж
12. Кабъл
13. Калхун
14. Клей
15. Канауа
16. Линкълн
17. Логан
18. Луис
19. Макдауъл
20. Мариън
21. Маршъл
22. Мейсън
23. Минеръл
24. Минго
25. Мононгалия
26. Монро
27. Морган
28. Мърсър
29. Никълъс
30. Охайо
31. Пендълтън
32. Плезънтс
33. Покахонтас
34. Престън
35. Путнам
36. Рандолф
37. Ричи
38. Роли
39. Роуан
40. Самърс
41. Тайлър
42. Такър
43. Тейлър
44. Уайоминг
45. Уд
46. Уебстър
47. Уейн
48. Уетзъл
49. Уърт
50. Файет
51. Хампшир
52. Ханкок
53. Харди
54. Харисън
55. Ъпшър

Петдесет от окръзите съществуват по времето на Конвенцията от Уийлинг през 1861 г., когато Западна Вирджиния се отделя от Вирджиния. Останалите пет (Грант, Минеръл, Линкълн, Самърс и Минго) са формирани в щата след приемането му в САЩ на 20 юни 1863 г.
Конституцията на Западна Вирджиния позволява създаването на нови окръзи, ако мнозинството от гражданите в предложения нов окръг гласуват за неговото създаване и новият окръг има минимална площ от 400 квадратни мили (1036 кв. км) и население от поне 6000 души. Създаването на нов окръг не е позволено, ако това води до намаляването на площта или населението на друг окръг под фиксирания минимум.